# Wotan Mit Uns!
Wotan Mit Uns! - kompilacja wydana przez wytwórnię Ancient Beliefs, w roku 2003. Znajdują się na niej covery grupy blackmetalowej Burzum.

## Lista utworów
1. Blodsrit – Stemmen Fra Tårnet
2. Aruvendill – Í Heimr Heljar
3. The Syre – Black Spell Of Destruction
4. Caitiff – Erblicket Die Töchter Des Firmaments
5. Nargothrond – Variation On Illa Tiðandi
6. Forefather – Beholding The Daughters Of The Firmament
7. Rodolphe – Lost Wisdom
8. Alberich – Spell Of Destruction
9. Westwind – Det Som Engang Var
10. Sentinel – Key To The Gate
11. Pimentola/Chaotic Visions Attack – Spell Of Destruction
12. Don In Pain - Once(Again)Emperor